# Faddejevski (schiereiland)

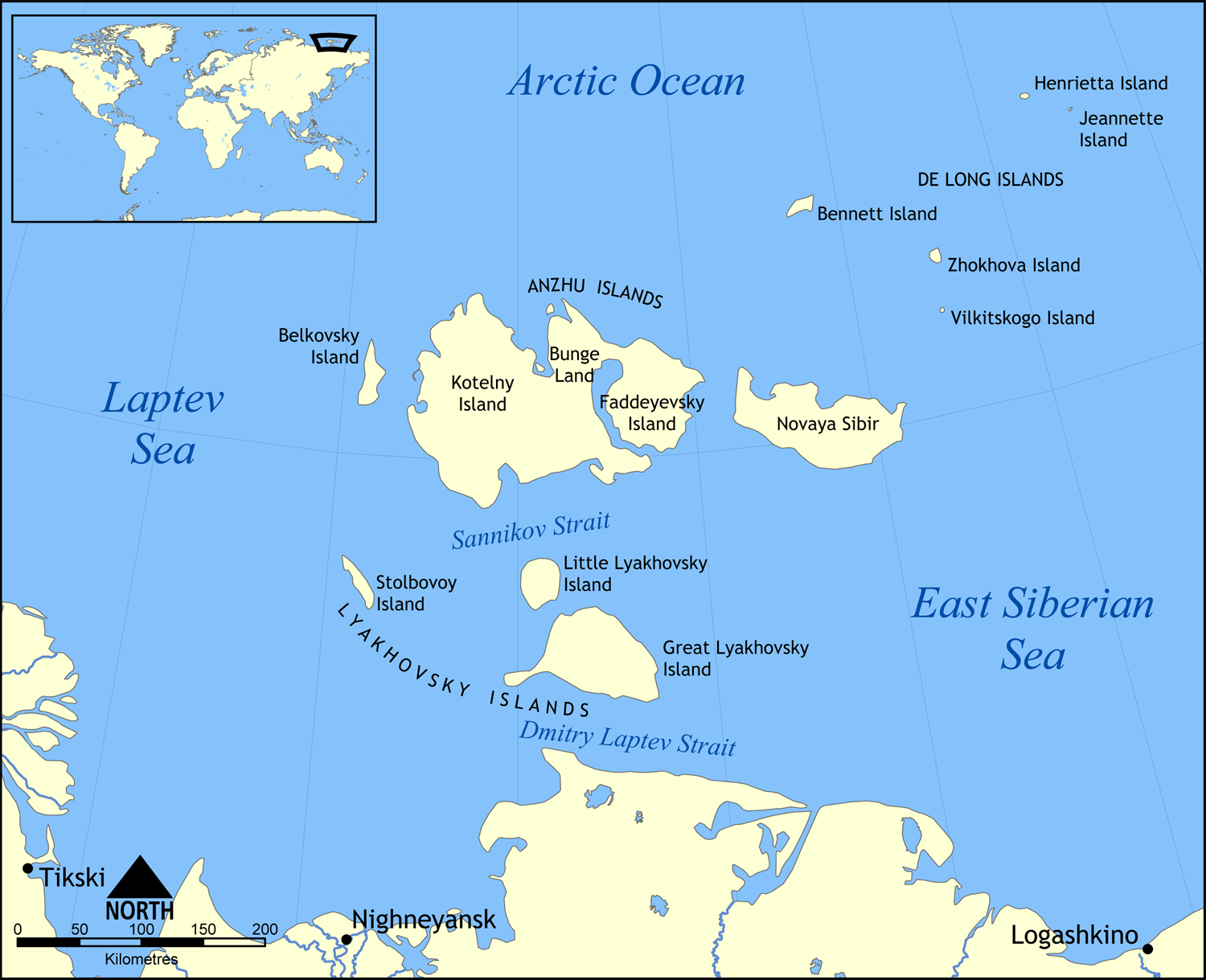
Detailkaart

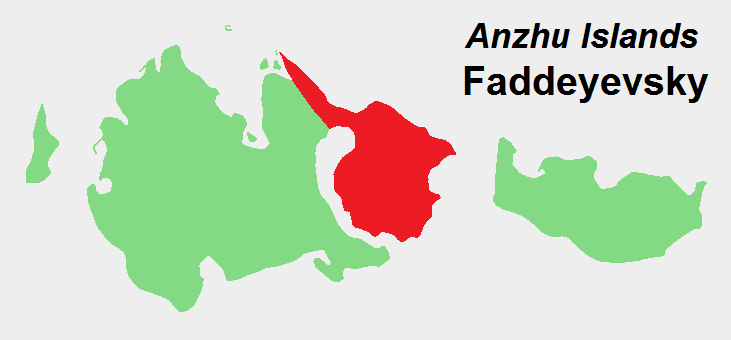

Faddejevski (Russisch: (полуостров) Фаддеевский; (poluostrov) Faddejevski) is een van de Nieuw-Siberische Eilanden tussen de Laptevzee en de Oost-Siberische Zee en maakt deel uit van de Anzjoe-eilanden. Het heeft een oppervlakte van 5300 km² en rijst tot maximaal 65 meter boven de zeespiegel.
Het eiland maakt nu als onderdeel van de Nieuw-Siberische Eilanden deel uit van de Russische autonome republiek Jakoetië in het Russische Verre Oosten.
Sannikovland (spookeiland)